# Lucas Martínez de Begazo
Lucas Martínez de Begazo o Vegaso (Trujillo, Extremadura en 1510? - † Lima, Virregnat del Perú el 29 d'abril de 1567) fill de Francisco Martínez Vegaso i de Francisca de Valencia va ser un conqueridor espanyol. En 1529 va arribar a Panamà i es va unir a l'expedició que componia el tercer viatge de Francisco Pizarro cap a la costa peruana el 27 de desembre de 1530.

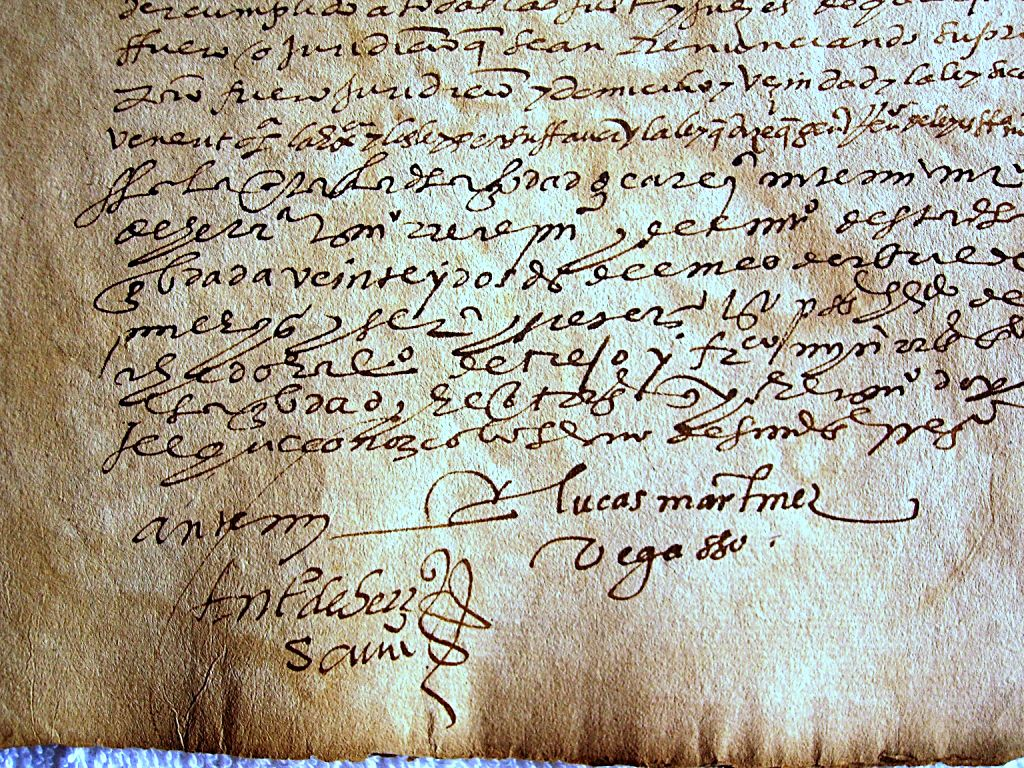
Signa de Lucas Martínez Vegaso (o Vegazo)

## Mort d'Atahualpa
Lucas Martínez i els soldats de Pizarro van desembarcar a Tumbes i van marxar fins a Cajamarca cercant l'Imperi de l'or. Després d'un intercanvi d'emissaris per ambdues parts, es va concertar la trobada entre Pizarro i Atahualpa, i el 16 de novembre de 1532, van capturar l'Inca Atahualpa. El 26 de juliol de 1533 es va produir l'execució d'Atahualpa i Lucas Martínez va deixar constància escrita: ... ”al mateix temps que van donar garrot i van matar a l'anomenat Atabalipa, va dir que encomanava els seus fills al governador Francisco Pizarro, i advertint-li fra Vicente de Valverde…”
Després de l'execució d'Atahualpa, Lucas i els soldats de Pizarro van eixir cap a Cuzco. Un cop a Cuzco, van prendre la ciutat, es van instal·lar en els llocs escollits i es va apoderar dels tresors inques. D'açò dona una referència el conqueridor Juan Ruiz de Arce del que van trobar al Temple del Sol, o Coricancha:
“I com Atahualpa manés que no tocaren les coses dels seus pare, trobem moltes ovelles d'or (llames) i dones i cànters i pitxers i altres peces moltes. Trobem en totes les estances del monestir, al voltant d'ell, al costat de les teules, una planxa d'or tan ampla com un pam...”

## Conquesta i colonització
Quan van prendre definitivament la ciutat del Cuzco i van coronar Manco Inca com a rei-titella, va començar a gestar-se la rebel·lió incaica. Mentre aquesta germinava, Pizarro fundava la ciutat de Lima, Diego de Almagro eixia cap a la conquesta de Xile i el 6 de maig de 1536 els exèrcits de Manco atacaven i incendiaven Cuzco on un reduït nombre d'espanyols van contenir i van vèncer les nombroses forces indígenes. Després de sufocar la rebel·lió, les forces espanyoles es van repartir per l'Imperi inca, atacant i ocupant els diferents punts estratègics i fundant algunes ciutats.
Quan van aconseguir a mig fer la pacificació de l'Imperi, la majoria dels conqueridors rebien les seues terres i començava l'etapa colonitzadora. Lucas Martínez Vegaso, com a premi al seu full de serveis, es convertia en un dels espanyols més rics del el Perú.
Francisco Pizarro li concedia una gran extensió que llavors comprenia les actuals províncies peruanes de Moquegua i Tacna i les actuals regions xilenes de Arica i Parinacota i la de Tarapacá, i el 25 d'abril de 1541, Lucas funde la vila de San Marcos de Arica, on prompte es poblaria la comarca d'espanyols per la fertilitat del sòl i l'excel·lent climatologia que la convertien en un empori de producció agropecuària, a més de les riqueses minerals que es trobaven en abundància. Martínez Vegaso sabria explotar-les rendiblement amb l'obtenció d'abundant plata en les mines Huantajaya.

## Conquesta de Xile
Les raons que impulsen a Lucas a prestar ajuda als conqueridors xilens són de tipus familiar, ja que el seu germà Francisco Martínez Vegaso havia format una societat per aquesta empresa amb Pedro de Valdivia i Juan Fernández de Alderete quan els tres van estar en la conquesta de Veneçuela i es van trobar a Coro sobre 1536.
Resulta que sobre 1532 Ambrosio Alfinger, des dels voltants de la llacuna Zapatosa en els territoris colombians, havia manat 110 quilos d'or a Santa Ana de Coro (Veneçuela) amb una comissió de 25 soldats que, en trobar-se perduts van enterrar les motxilles d'or. Després van anar morint els soldats, salvant-se únicament el germà de Lucas. Després d'una sèrie de peripècies viscudes per aquest germà, qui va estar durant dos anys vivint en una tribu d'indis, com ell sabia on estava enterrat l'or, en el seu moment va tornar a cercar-lo. Segons els vells cronistes i els moderns historiadors, l'or es va perdre per sempre, però no va anar així. Vegeu Francisco Martínez Vegaso.
Tornant a Lucas, que havia concertat a Cuzco, amb el seu germà Francisco participar econòmicament en la societat de la conquesta xilena exigint el 50 % del guanyat, quan Valdivia mana cinc homes a demanar ajuda als del Perú, en passar per Arica els complimenta i els promet enviar un vaixell amb armes, cavalls i estris per valor de 12.000 pesos, i mana dir-li a Valdivia que els hi pagui quan pugui.

## Empresari progressista
A Lucas Martínez la mina de Huantajaya li va produir enormes dividends, però els seus negocis van abastar diverses activitats mercantils que ho convertien en un important home d'empresa. A més de la plata, les seves grans estades de bestiar, van subministrar de carn de cap de bestiar i de rajades de cavalls a tota la comarca, i exportava inclusivament a Xile i a Lima part dels seus excedents.
Com el port d'Arica tenia bastant activitat perquè s'havia convertit en l'embarcador de tota la plata que eixia de la comarca i de l'Alt Perú, Lucas va derivar la seva intuïció comercial cap a altres activitats de subministrament, ja que a més d'una drassana que va muntar per a la producció i reparació de vaixells, havia instal·lat una moderna fàbrica de cordons. Els seus negocis mercantils també se centraven a Arequipa, d'on era propietari d'altres bones encomanes que li engrandien els seus guanys i apuntalaven el seu prestigi social.

## Les guerres civils
Després de les guerres civils que van enfrontar als espanyols al territori peruà, Lucas Martinez es va veure privat dels seus béns per combatre al costat de les forces rebels. En aquest cas Lucas va prendre partit per Gonzalo Pizarro i va combatre en la batalla d'Añaquito contra les forces reals del virrei Blasco Núñez Vela. Per aquest fet va perdre els rendibles territoris que li van ser concedides en l'actual nord de Xile i sud del Perú.
Com a resultat de l'actuació de Lucas Martínez, est va estar pres a Lima en 1547 i seria condemnat a l'any següent a perdre tota la seva hisenda. Però gràcies a les gestions de l'Alcalde de Lima, Nicolás de Ribera, davant Pedro de la Gasca, Lucas Martínez tornaria a recuperar aquelles terres que tant prestigi i diners li havia donat.
El 20 d'abril de 1567, ja ancià, es va casar a Lima amb María Davalos del Castillo, filla de Nicolás de Ribera, alcalde de Lima i Elvira Davalos.

## Defunció
Lucas Martínez Vegaso va morir el 29 d'abril de 1567, nou dies després de contreure matrimoni. Sense haver deixat fills, la seva vídua hereto tots els béns que havia guanyat aquell conqueridor que va fundar la ciutat d'Arica que amb el temps seria una de les més pròsperes i importants del Perú colonial.